# Pemboanga-de-Partiaga
Ne doit pas être confondu avec Pemboanga-de-Namounou.
Pemboanga-de-Partiaga est une commune rurale située dans le département de Diapaga de la province de la Tapoa dans la région de l'Est au Burkina Faso.

## Santé et éducation
Le centre de soins le plus proche de Pemboanga-de-Partiaga le centre médical avec antenne chirurgicale (CMA) de Diapaga.